# 孟那福音会
孟那福音会（英語：China Mennonite Mission Society）是门诺会向中国传教的一个差会组织。
1901年，门诺会的美国波兰裔教士包志理（H. C. Bartel）夫妇随南直隶教会创始人侯理定一行前往中国，长子包忠义即出生在上海到天津的船上。次年驻山东曹州。1905年，包志理夫妇脱离南直隶教会，在山东曹县成立独立的希望光明会（Light and Hope Mission）。1912年，在美国堪萨斯州希尔兹巴勒成立总部，定名孟那福音会。这时，该会在山东省已经有3个总堂：曹县、单县、曹州，西教士21人。
1917年，孟那福音会在山东、河南两省有8个总堂，西教士27人，受餐信徒258人。1919年，孟那福音会在山东省有3个传教站：曹县（1905）、单县（1905）、曹州（1908），均建于1900年代，西教士16人，受餐信徒344人，在河南省有5个传教站：虞城（1914）、柳河（1915）、宁陵（1917）、兰封（1918），均建于1910年代，西教士13人，受餐信徒33人。
1935年，孟那福音会在山东、河南两省有6个总堂，西教士16人，受餐信徒1000人，监督包志理驻曹县，在曹县开办有圣经学校、女校、孤儿院等。